# Ptilinopus bernsteinii
Ptilinopus bernsteinii là một loài chim trong họ Columbidae.